# Albert G. Burr

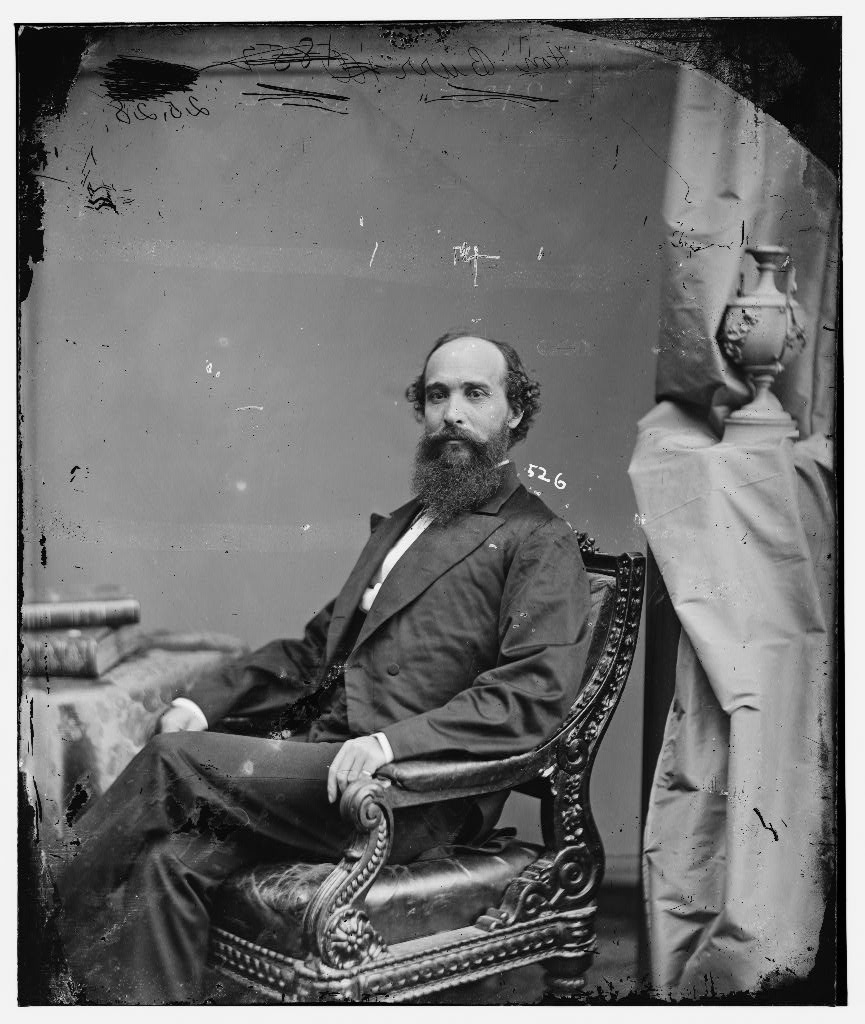
Albert G. Burr

Albert George Burr (* 8. November 1829 bei Batavia, Genesee County, New York; † 10. Juni 1882 in Carrollton, Illinois) war ein US-amerikanischer Politiker. Zwischen 1867 und 1871 vertrat er den Bundesstaat Illinois im US-Repräsentantenhaus.

## Werdegang
Im Jahr 1830 zog Albert Burr mit seiner Mutter in die Nähe von Springfield in Illinois. Er besuchte die öffentlichen Schulen seiner neuen Heimat und unterrichtete später für einige Jahre in Vandalia selbst als Lehrer. 1850 zog er nach Winchester, wo er im Handel tätig war. Nach einem Jurastudium und seiner 1856 erfolgten Zulassung als Rechtsanwalt begann er in Winchester in diesem Beruf zu arbeiten. Politisch wurde er Mitglied der Demokratischen Partei. Zwischen 1861 und 1864 saß er als Abgeordneter im Repräsentantenhaus von Illinois. 1868 verlegte er seinen Wohnsitz und seine Anwaltskanzlei nach Carrollton. Im Jahr 1870 war er Mitglied einer Versammlung zur Überarbeitung der Verfassung von Illinois.
Bei den Kongresswahlen des Jahres 1866 wurde Burr im zehnten Wahlbezirk seines Staates in das US-Repräsentantenhaus in Washington, D.C. gewählt, wo er am 4. März 1867 die Nachfolge von Anthony Thornton antrat. Nach einer Wiederwahl konnte er bis zum 3. März 1871 zwei Legislaturperioden im Kongress absolvieren. Bis 1869 war die Arbeit des Kongresses von den Spannungen zwischen den Republikanern und Präsident Andrew Johnson überschattet, die in einem nur knapp gescheiterten Amtsenthebungsverfahren gipfelten.
Im Jahr 1870 verzichtete Albert Burr auf eine weitere Kandidatur. Nach dem Ende seiner Zeit im US-Repräsentantenhaus praktizierte er zunächst wieder als Anwalt. Seit 1877 war er Richter im siebten Gerichtsbezirk von Illinois. Er starb am 10. Juni 1882 in Carrollton, wo er auch beigesetzt wurde.